# 普卡哈薩山 (卡斯特羅維雷納-萬卡韋利卡)
12°57′27″S 75°10′21″W / 12.95750°S 75.17250°W
普卡哈薩山（Puka Q'asa），是秘魯的山峰，位於該國中南部萬卡韋利卡大區，由卡斯特羅維雷納區和萬卡韋利卡區負責管轄，屬於瓊塔山脈的一部分，海拔高度4,800米。